# Mirex (компания)
Компания «Мирекс» — компания по производству накопителей памяти и периферийных устройств на российском IT-рынке, владеющая торговой маркой Mirex.
Компания находится на территории уральского электромеханического завода. Штаб-квартира — в Екатеринбурге, отделы продаж — в Екатеринбурге и Москве.
Кроме дисков производятся: сопутствующие коробочки для дисков (jewel box), карты памяти и кардридеры, флеш-накопители, мышки, кабели, переходники и портативный HDD. УЭЗ является одним из создателей Некоммерческого Партнёрства производителей оптических носителей «Диск-Альянс».

## История

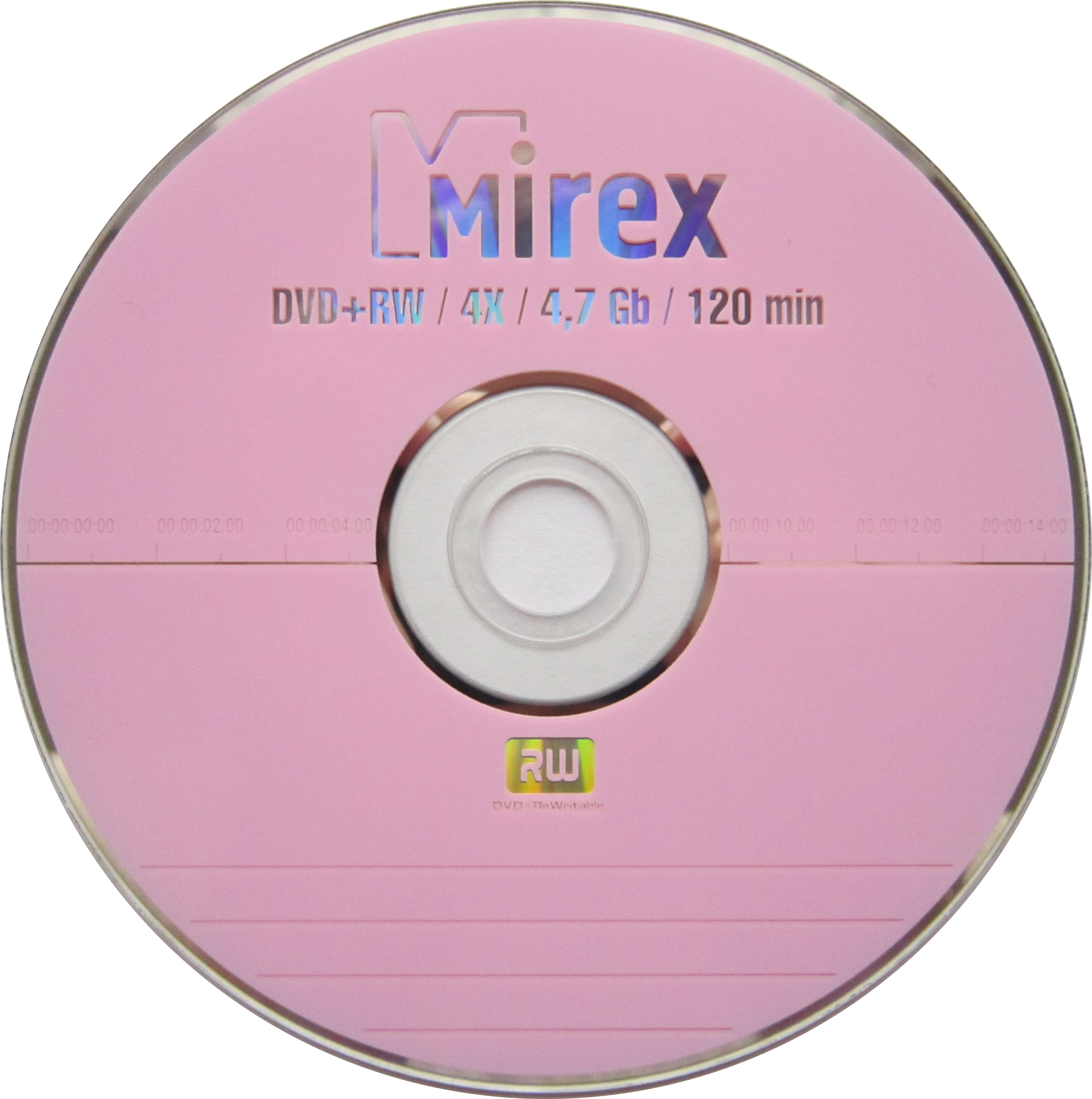
Диск DVD+RW

В начале 1990-х в целях конверсии Уральский электромеханический завод установил сотрудничество с нидерландской компанией Philips (выпускал лазерный видеопроигрыватель и лазерный аудиоплейер).
Весной 1992 завод заключил с нидерландской компанией ODME B.V (дочернее предприятие Philips) контракт на поставку тиражных линий MK-III для производства CD и основал отдельное подразделение. Комплекс полного цикла мог производить 6 миллионов Audio CD, CD-I, CD-ROM и Video CD в год. Завод имеет лицензионное соглашение с Philips (владельцем прав на компакт-дисковую технологию), дающую право на выпуск дисков по её технологии. 95 % требуемых расходных материалов и комплектующих поступает из-за рубежа.
Первый диск Александра Новикова «Городской роман» напечатан 28 декабря 1992 года. Мощность предприятия составляла 500 000 дисков в месяц.
5 июля 1993 года прошла официальная церемония открытия цеха производства лазерных компакт-дисков (UEP-CD).
В 1994 изготовлен CD-ROM.
В 1996 году для нанесения полноцветного изображения на поверхность дисков заводом приобретён офсетный принтер ODME. Приобретен комплекс AVANTRA, применяемый при выводе плёнок для изготовления лейблов и полиграфии (буклетов, инлеев, цветной картонной упаковки).
К 1996 году на рынке CD возникла конкуренция, и завод начал производственное обновление.
В мае 1997 года подразделение выделено в предприятие ООО «Уральский электронный завод» (ООО «УЭЗ»).
1 января 1997 года в Москве открыто представительство Уральского электронного завода.
В ноябре 1997 года приобретена производственная линия аудиокассет датской компании Lyrec.
В сентябре 1998 года приобретена тиражная линия ARKADIA германской фирмы MultiMedia Machinery с шестицветным сеточным принтером KAMMANN фирмы Werner Kammann Maschinenfabrik, позволяющим наносить кроме полноцветного лейбла сквозную буквенно-цифровую нумерацию. Весной 1999 года приобретена и запущена ещё одна дополнительная линия ARKADIA. Линии могли производить 18 миллионов дисков в год и поддерживали формат DVD.
В 1995 году достигнуто соглашение о сотрудничестве с Международной федерацией производителей фонограмм. Адаптировано использование SID-кода для идентификации продукции.
По заказу UEP-CD Екатеринбургский завод цветных металлов освоил изготовление серебряных мишеней для вакуумного напыления с необходимыми характеристиками для выпуска CD-R.
В 2000 году в отделе CD-R Уральского электронного завода приобретена за 3 миллиона долларов и запущена линия производства CD-R под торговой маркой Mirex для оптовых продаж, создан сайт mirex.ru. Оборудование (чистые комнаты и инжиниринговое оборудование — АВВ, оборудование для изготовления CD-R — швейцарской фирмы Multi Media Masters & Machinery (4M) (в комплекте лаборатория для приготовления активного слоя, литьевые машины Netstal Disc Jet 600, линия MCL 500, тестовые станции Dr. Schenk и CD CAT42), упаковка — Bronway ST 2700, контроль записи — HP, Yamaha, Plextor, Sony, Philips, Mitsui) позволяло производить CD-R Mirex Pro, Silver и Gold по стандарту «Оранжевая книга». Название Mirex образовалось от Mirror Excellence в связи со схожестью зеркальной подложки с идеальным зеркалом. Для пластмассовой основы диска используют поликарбонат Mitsubishi.
По ОЕМ-соглашению индийский завод Moser Bayer производит DVD-R марки Mirex, которые затем продаются и на российском рынке.
1 апреля 2003 года основана «Компания „Mirex“», в которую переданы все производственные мощности по выпуску записываемых дисков и существующая сбытовая сеть.
В 2005 году на производстве запущен офсетный принтер KAMMANN K-15-40 (единственный в России). Для производства матриц используется новый комплекс AM MASTER фирмы SINGULUS (Германия), для изготовления CD-R репликационные линии SKYLINE и SKYLINE II (SINGULUS, Германия), производство DVD-R осуществляется на линиях STEAG DVD 2200 VI фирмы STEAG HamaTech (Германия). Для нанесения этикеток на произведённые диски используются принтеры K15 High Speed KAMMANN (Германия).
В 2006 году осуществлена разработка и производство первой партии полупроводниковых носителей (карты памяти стандартов SD, MMC, CF).
В 2007 году начато производство дисков Blu-ray.
К 2010 году завод занимает около 30 % российского рынка записываемых оптических носителей под маркой Mirex.
С 11 января 2011 года в ассортименте компании «Mirex» появились USB-флеш-накопители под одноимённым брендом.

## Известные сотрудники
- Тхай, Станислав Валерьевич

## Продукция
- Карты памяти SD
- USB-флеш накопители
- Внешние HDD
- Компьютерные мыши
- Адаптеры и переходники